# Luis María de Borbón y Vallabriga
Luis María de Borbón y Vallabriga (Cadalso de los Vidrios, Madrid, 22 de maig de 1777 - Madrid, 19 de març de 1823) va ser un noble i religiós espanyol. Va ser cardenal, arquebisbe de Sevilla i arquebisbe de Toledo.
Fill de l'infant Lluís Antoni de Borbó, exarquebisbe de Toledo, i de María Teresa de Vallabriga. A la mort del seu pare, Carles III el va enviar a Toledo per ser educat sota la protecció de Francisco Antonio de Lorenzana. El 1793 va obtenir la dignitat d'ardiaca de Talavera de la Reina a la catedral de Toledo, també li foren atorgades la Gran Creu de Carles III i el títol de comte de Chinchón. El 1794 es va graduar i doctorar en teologia i en dret canònic i civil a la Universitat de Toledo. El 1799 va ser nomenat arquebisbe de Sevilla, on va ser ordenat sacerdot i consegrat bisbe a Aranjuez.
El 20 d'octubre de 1800 és nomenat arquebisbe de Toledo, retenint l'administració de l'arxidiòcesi de Sevilla. Poc després va ser creat cardenal de Santa Maria della Scala. El 10 de setembre de 1802 va ser nomenat Visitador General i Reformador Apostòlic dels religiosos a Espanya i Índies pel seu cunyat Manuel Godoy, perdent el càrrec el 1814 pel seu enfrontament amb el nunci Gravina.
Durant l'ocupació francesa, possiblement per evitar ser presoner de Napoleó Bonaparte, va manifestar ser favorable a Josep I. Ja esclatada la guerra, va fugir a Cadis amb la Junta Central del Regne. El 20 de febrer de 1812 va ser president de regència perquè era l'únic representant de la família reial; va sancionar la Constitució de 1812 i l'abolició de la Inquisició. En tornar Ferran VII, li va sol·licitar el jurament a la Constitució, el qual va mostrar-se disgustat. Després del pronunciament de Rafael del Riego que va instaurar el Trienni Liberal, va ser president de la Junta Provisional de Govern, durant el qual va voler dur a terme un gran programa de reformes eclesiàstiques.
Durant l'exercici de l'arxidiòcesi toledana, el període de major permanència va ser entre 1814 a 1820, perquè el rei i la Santa Seu recelaven d'ell i el van privar de l'administració de l'Arquebisbat de Sevilla.
Va morir el 19 de març de 1823, als 46 anys. Va ser enterrat a la catedral de Toledo.